# Петербург (крейсер)
Петербург (с 1904 года Днепр, с 1905 года Петербург, с 1914 года Петроград, с 1914 года Дон, с 1917 года транспорт №157, с 1920 года транспорт №7) — российский товаро-пассажирский пароход-крейсер, второй этого имени, принимавший участие в русско-японской и Гражданской войнах.

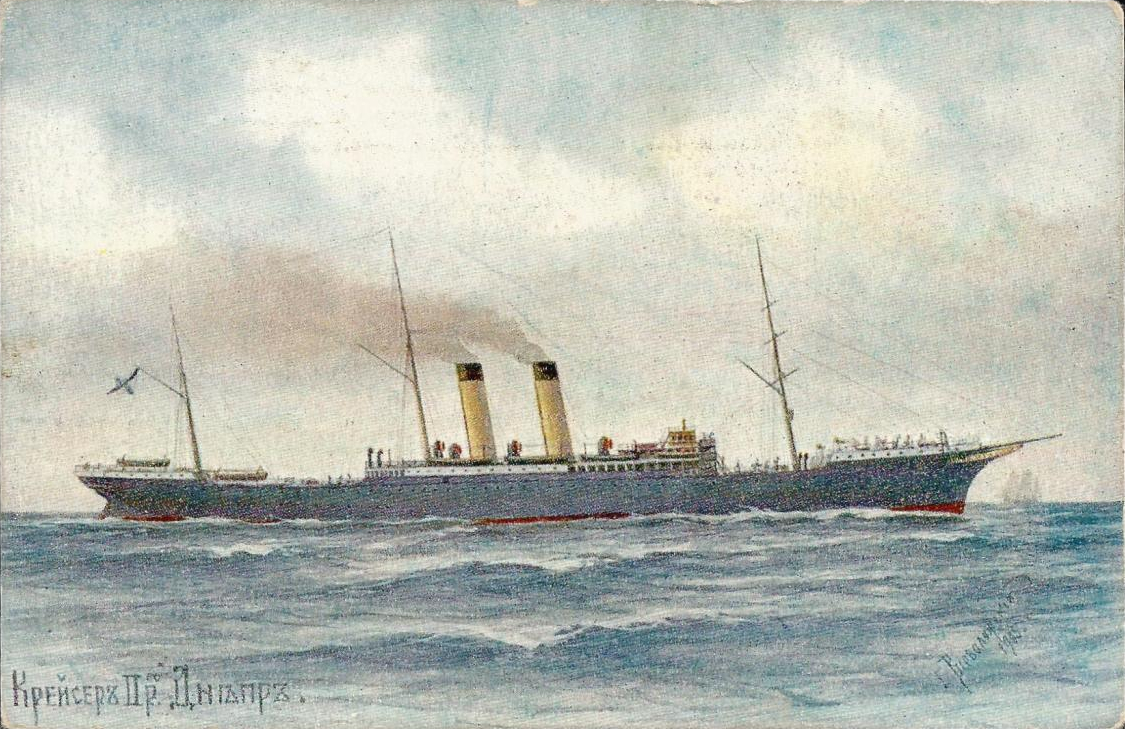
Крейсер 2-го ранга «Днепр»

## Строительство
Заказан в Великобритании 10 марта 1893 года для регулярных рейсов на Дальний Восток по десятилетней программе усиления Добровольного флота. 4 сентября присвоено имя «Петербург». 6 июня 1864 года пришел в Кронштадт.

## Служба
12 апреля 1904 года был принят Морским ведомством в качестве вспомогательного крейсера. В Севастополе прошел переоборудование и погрузил в трюмы артиллерию с транспорта «Саратов». 20 июня вышел в плавание с фиктивными документами на груз угля, провизии и артиллерии для Дальнего Востока. Прошел Суэцкий пролив под флагом Добровольного флота.

## Офицеры крейсера «Днепр» в 1904-1905 годах
- Командир:
  - 31.10.1898-26.04.1904 подполковник КФШ Попов, Фёдор Дмитриевич
  - 24.05.1904-xx.xx.1905 капитан 2-го ранга Скальский, Иван Грацианович
- Старший офицер: лейтенант Компаньон, Леонид Фёдорович
- Ревизор:
  - xx.xx.1904-xx.xx.1904 лейтенант Задонский, Ипполит Александрович
  - 15.05.1904-19.07.1905 мичман (с 06.12.1905 лейтенант) фон Шварц, Виктор Александрович
- Артиллерийский офицер: лейтенант Никитин, Андрей Владимирович
- Штурманский офицер:
  - xx.xx.1904-15.05.1905 лейтенант Задонский, Ипполит Александрович
  - xx.xx.1905-xx.xx.1905 прапорщик по морской части Кисель, Вацлав-Густав Францевич
- Вахтенные начальники
  - 16.12.1904-09.02.1905 лейтенант Чеглоков, Константин Аполлонович
  - xx.xx.1904-xx.xx.1905 мичман Логинов, Сергей Александрович
  - 03.12.1904-08.02.1905 мичман Шиповалов, Василий Петрович
- Вахтенные офицеры
  - xx.xx.xxxx-09.02.1905 мичман Бодиско, Алексей Дмитриевич
  - xx.06.1904-xx.xx.1905 капитан 1-го разряда (с 07.03.1905 прапорщик по морской части) Бабийчук, Василий Савельевич
  - 14.05.1904-30.07.1905 прапорщик по морской части Дёмкин, Николай Иванович
  - 13.12.1904-xx.xx.1905 прапорщик по морской части Куницкий, Владимир Селиверстович
  - 01.11.1904-xx.xx.1905 прапорщик по морской части Куршинский, Эвальд Петрович
  - 01.11.1904-xx.xx.1905 прапорщик по морской части Шмельц, Виктор Францевич
  - 01.11.1904-xx.xx.1905 прапорщик по морской части Люде, Рудольф Людвигович
- Старший судовой механик:
  - 01.11.1904-xx.xx.1905 прапорщик по механической части Грибанов, Василий Иванович
  - 04.02.1905-xx.xx.1905 поручик КИМ Браилко, Пётр Петрович
- Помощник старшего судового механика:
  - 01.11.1904-xx.xx.1905 прапорщик по механической части Труэн, Альфред-Виктор Мартынович (ополченец)
  - 01.11.1904-xx.xx.1905 прапорщик по механической части Штаттлендер, Карл Иосифович
- Младший судовой механик:
  - xx.xx.1904-xx.xx.xxxx прапорщик по механической части Григорьев-Александров, Матвей Ларионович
  - 01.11.1904-xx.xx.1905 прапорщик по механической части Донгварт, Виктор Самойлович
  - xx.xx.1904-xx.xx.1905 младший инженер-механик (с 01.01.1905 поручик КИМ) Топчиев, Александр Григорьевич
- Судовой врач: лекарь Лашин, Пётр Иванович (вольнонаемный)
- Судовой священник: иеромонах о. Павел